# Georgia Carroll
Georgia Carroll (Blooming Grove, 18 november 1919 - Chapel Hill (North Carolina), 14 januari 2011) was een Amerikaans actrice, zangeres en model. Zij is het meest bekend om haar rol als Betsy Ross in de musical Yankle Doodle Dandy in 1942 van James Cagney. In 1943 trad ze toe tot de Kay Kyser's bigband. In 1945 trouwde ze met Kyser en verdween ze van het doek. Tot aan zijn dood in 1985 waren ze met elkaar getrouwd en hadden ze drie kinderen.

## Filmografie
- You're in the Army Now, (1941)
- The Body Disappears, (1941)
- Navy Blues, (1941)
- Ziegfeld Girl, (1941)
- Mr. & Mrs. Smith, (1941)
- Play Girl, (1941)
- Maisie Was a Lady, (1941)
- The Falcon's Brother, (1942)
- Yankee Doodle Dandy, (1942)
- The Man Who Came to Dinner, (1942)
- Girl Crazy, (1943)
- Around the World, (1943)
- Du Barry Was a Lady, (1943)
- Carolina Blues, (1944)